# Oberster Religiöser Rat der Kaukasusvölker

Kaukasus (politische Karte)

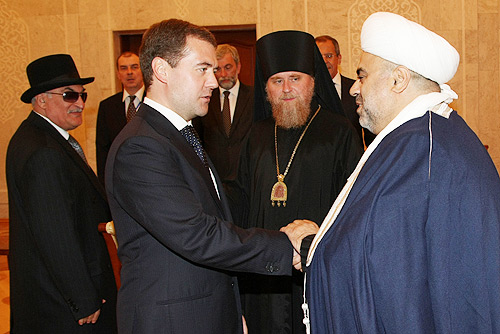
Treffen des russischen Präsidenten Medwedew mit religiösen Autoritäten in Aserbaidschan (rechts Scheichülislam Allahşükür Paşazadə, in der Mitte der russisch-orthodoxe Erzbischof von Baku und Aserbaidschan Alexander)

Der Oberste Religiöse Rat der Kaukasusvölker (russisch Высший Религиозный Совет Народов Кавказа (Abk. ВРСНК) / Transkription: Wysschi Religiosny Sowet Narodow Kawkasa (WRSNK); wiss. Transliteration: Vysšij Religioznyj Sovet Narodov Kavkaza (VRSNK) / engl. Supreme Religious Council of Peoples of the Caucasus) ist die höchste religiöse Organisation im Kaukasus, deren Jurisdiktion sich über den Föderationskreis Nordkaukasus (als Verwaltungseinheit) der Russischen Föderation hinaus erstreckt.
Im Jahr 1992 wurde Scheichülislam Allahşükür Paşazadə (Allahshukur Pashazade), der Vorsitzende der Verwaltung der Muslime des Kaukasus – und damit Großmufti des Kaukasus – von den religiösen Führern aus Aserbaidschan, Georgien, Dagestan, Kabardino-Balkarien, Inguschetien, Tschetschenien, Karatschai-Tscherkessien und Adygeja zum Vorsitzenden des Obersten Religionsrates der kaukasischen Völker gewählt.

## Mitglieder
(Angaben und Namensschreibungen in diesem Abschnitt (überwiegend) nach en.president.az der offiziellen Website des Präsidenten der Republik Aserbaidschan vom 19. Oktober 2013).
Vorsitz:
- Sheikh-ul-Islam Allahshukur Pashazade Шейх уль-ислам Аллахшукюр Пашазаде, Vorsitzender des Obersten Religiösen Rates der Kaukasusvölker, Vorsitzender der  Verwaltung der Muslime des Kaukasus

- Sultan Mirzayev Султан Мирзаев, stellvertretender Vorsitzender des Obersten Religiösen Rates der Kaukasusvölker, bis 2014[6] Mufti der Republik Tschetschenien

Mitglieder:
- Ismail Berdiyev Исмаил Бердиев, Vorsitzender des Koordinationszentrums der Muslime des Nordkaukasus, Mufti von Karatschai-Tscherkessien.

- Aleksandr Ishchein Александр Ищеин, Erzbischof von Baku und Aserbaidschan

- Isa Khamkhoev Иса Хамхоев, Mufti der Republik Inguschetien

- Akhmed Abdullayev Ахмед Абдуллаев, Mufti der Republik Dagestan

- Khazretali Dzasezhev Хазретали Дзасежев, Mufti der Republik Kabardino-Balkarien

- Gadzhi-Murat Gatsalov Хаджи-Мурат Гацалов, Mufti der Republik Nordossetien-Alanien

- Sultan-Akhmed Karalayev Султан-Ахмед Каралаев, Mufti der Republik Kalmückien

- Shafig Pshikhachev Шафиг Пшихачев, Präsident der Internationalen Islamischen Mission, Vertreter des Koordinationszentrums der Muslime des Nordkaukasus in Russland, Mitglied der Gesellschaftlichen Kammer der Russischen Föderation

- Sharafutdin Chochayev Шарафутдин Чочаев, Rektor der Nordkaukasischen Islamischen Universität Imam Abu Hanifa

- Nurbiy Emizh Нурбий Эмиж[7]